# Аммедара
Аммедара, также Аммадара (лат. Ammaedara или лат. Ad Medera) — античный город, развалины которого находятся на территории современного поселения Хайдра в Тунисе. Крепость в Аммедаре была одной из крупнейших в Византийской Африке.
Аммедара, по-видимому, была основана в конце правления Октавиана Августа на территории племени мусуламиев на стратегически важной дороге между Карфагеном и Тебессой в качестве базы III Августова легиона. Город не упоминается в нарративных источниках, но согласно эпиграфическим данным в нём располагались римские войска в ходе войны с Такфаринатом. После усмирения региона, войска ушли из города. В правление Веспасиана около 75 года Аммедара получила статус с названием Colonia Flauia Augusta Emerita Ammaedara и была заселена ветеранами III легиона. Согласно археологическим данным, город простирался не менее, чем на 1100 метров с запада на восток и 750 метров с севера на юг, занимая площадь около 70 гектаров.
Развалины Аммедары систематически не изучались. Главная улица города (decumanus maximus) направлена с запада на восток и совпадает с дорогой между Карфагеном и Тебессой. С юга город был ограничен вади Хайдра. В центральном квартале города располагались несколько впечатляющих построек, из которых идентифицированы только крупный тетрастильный храм и гражданская базилика. В южной части квартала сохранился фасад здания с пятью окнами. На юге Аммедары находятся развалины театра с надписями времён Септимия Севера. До Второй мировой войны сохранялось несколько построек, мозаики из которых были вывезены в Национальный музей Бардо. На восточной границе города находится хорошо сохранившаяся триумфальная арка в честь Септимия Севера (посвящена в 195 году). Сразу за аркой, в восточном, северном и южном направлении располагается обширный некрополь. Вдоль дороги на Карфаген стоят многочисленные мавзолеи. Французский археолог Андре Пижаньоль, работавший в Хайдре в начале XX века, выделял в отдельный некрополь захоронения на юго-востоке рядом с красивым тетрастильным мавзолеем.
Епископ из Аммедары упоминается среди участников Карфагенского собора 256 года, что предполагает существование к тому времени значительной христианской общины в городе. Могилы жертв Великого гонения начала IV века обнаружены в восточном некрополе. В период донатистского спора здесь, как и во многих других городах Африки, существовало две церковные иерархии. Аммедару многие позднеантичные авторы называют местом, где произошло решающее сражение Гильдоновой войны в 398 году.
Предположительно, Аммедара упоминается в VI книге трактата Прокопия Кесарийского «О постройках» как одно из многих мест в Африке, где император Юстиниан I построил или восстановил укрепления. Одним из возможных вариантов является Ауметра (др.-греч. Αῠμέτρα) в провинции Бизацена (VI.6.18), другим Амедара (др.-греч. Άμέδαρα) в Нумидии (VI.7.10). В конце VI века Аммедару упоминает географ Георгий Кипрский. Подробное описание крепости в XIX веке выполнил Анри Саладен.